# Symplocos coronata
Symplocos coronata är en tvåhjärtbladig växtart som beskrevs av Thw. Symplocos coronata ingår i släktet Symplocos och familjen Symplocaceae. Utöver nominatformen finns också underarten S. c. glabrifolia.